# Куй

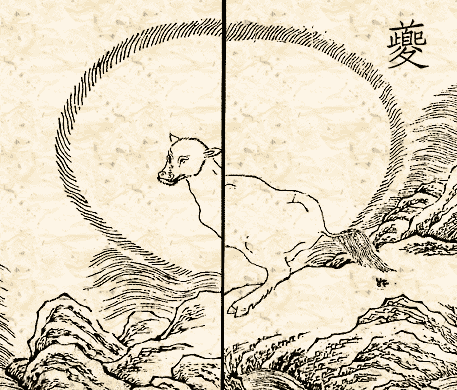
Куй. Малюнок тушшю із «Каталогу гір і морів» («Шань хай цзін»)

Куй (кит.: 夔, піньїнь: kuí) — у давньокитайській міфології чудовисько у вигляді одноногого безрогого попелясто-синього бика, персонаж збірки «Шань хай цзін». 

## Загальна характеристика
Куй міг вільно ходити морем, при цьому зразу здіймався сильний вітер і починалася злива. Очі Куя випромінювали блиск, який був подібний до світла Сонця і Місяця. Згідно з коментарями до «Оповідання про царства» (бл. IV століття до н. е.) Куй мав одну задню ногу, обличчя людини, тулуб мавпи та вмів говорити. У деяких пам'ятках зазначено, що Куй — одноногий дракон, або схожий на барабан (за переказами, міфічний государ Хуан-ді наказав здерти з Куя шкуру і натягнути її на барабан), або Куй — дух дерев та каміння, що живе в горах. Згодом образ чудовиська Куя був з'єднаний з Куєм, який відав музикою при міфічному правителі Шуні.
У книзі «Шань хай цзін» («Каталог гір і морів») про нього пишуть так:

| У східних морях є Гора хвиль, що перекочуються та виступають в море на сім тисяч лі. На ній мешкають звірі, схожі на корів без рогів, з блакитними тілами і однією ногою. Як тільки вони входять у воду або виходять з неї, тут же піднімається вітер і починається дощ. Їх сліпучий блиск подібний до сонця та місяця, а голос — до гуркоту грому. Звуться вони куй. Хуан-Ді зловив кількох із них і зробив з їхньої шкіри барабани. Коли в ці барабани били кістками Куя, гуркіт розносився на п'ятсот чи і приводив в трепет всю Піднебесну.[1] |

## Трактування
Вважають, що за цим міфічним образом ховається смерч-торнадо, що піднімається вирвою над океаном.